# Стульневе (село)
Стульне́ве — село в Україні, у Чернігівській селищній громаді Бердянського району Запорізької області. До 2016 року орган місцевого самоврядування — Стульневська сільська рада, якій були підпорядковані село Кам'янка та селище Стульневе.

## Географія
Село Стульневе розташоване на берегах річки Токмак, вище за течією на відстані 12 км розташоване селище Чернігівка. Поруч проходять автошлях територіального значення Т 0813 та залізнична лінія Федорівка — Комиш-Зоря, на якій розташована однойменна залізнична станція Стульневе та Низяни (за 4 км).

## Історія

### XIXстоліття
Село засноване з чернігівських хуторів у 1824 році і назване за прізвищем одного з перших поселенців. Пізніше тут оселились переселенці з Чернігівщини й Полтавщини. Село представляло собою окрему поземельну громаду і до 1877 року складало із селом Бегим Чокрак одне сільське товариство. Селянам села належало 2567 десятин «удобной» землі і 60 десятин «неудобной». До 1853 року в користуванні надільною землею практикувалося захоплення. У 1864 році в селі проживало в 82 дворах 514 осіб. До 1879 року жителі села були парафіянами Чернігівської парафії. А в 1879 році парафіянами було збудовано кам'яну церкву, з такою ж дзвіницею. Церкву було освячено 8 жовтня цього ж року на честь Успіння Божої Матері. Парафіянами цієї церкви були й жителі села Казанкувате. У кінці травня значна частина населення йшла на заробітки на косовицю в Крим і Мелітопольський повіт. Наприкінці XIX століття в селі проживало 1078 осіб.

### XXстоліття
На початку XX століття в селі діяла чотирикласна земська школа та двокласна церковно-парафіяльна школа. Частина жителів сала, переважно чоловіки, працювали робітниками на заводі Нейфельда в колонії Вальдгейм. З початком імперіалістичної війни більшість чоловічого населення було забрано до війська, крім того існували інші військові повинності, які повинні були виконувати селяни.
7 (20) листопада 1917 року, відповідно до Третього Універсалу Української Центральної Ради, увійшло до складу Української Народної Республіки.
У період громадянської війни в селі перебували й денікінці, унрівці, німці, врангелівці та махновці, які входили до складу червоноармійців. Всі ці війська забирали хліб, коней, підводи, одяг, а також вояків до своїх військ. Стульневці служили і у війську білогвардійців, і в червоноармійців, і в армії Махна. У 1918 році в селі створюється Ревком на чолі з Стуленем К. М., а наприкінці 1919 року утворено Стульневську сільську раду на чолі з Серебровим Н.
У 1921 році в селі всі жителі, зазнали голодомору, майже 65 жителів села померло.
З 1924 по 1928 рік село Стульневе мало назву Леніно.
У результаті кривавої боротьби з селянством 13 найкращих господарів було розкуркулено, частину заслано до Сибіру(Іванник І., Малій С.). Малія Г. А., Литовченка І., Козицького С., Доценко Г. Малія Г. вислали на два роки до місцевого виселку № 3. У селі було утворено сільгоспартіль імені Горького наприкінці 1929 року.
Під час Голодомору 1932—1933 років стульневців врятувало те, що багато з них працювало на заготзерні, де можна було вкрасти зерна. У селі в результаті голодомору: померли Логвиненко І. та його син, Доценко Д., Торубалко І., Гришун С. (дитина), Стулень О., Голодний О., багато людей виїхало в місто, рятуючись від голоду. Не минули село й сталінські репресії.
Проте, через лиха, що спіткали селян, завдяки напруженій праці та жорсткій експлуатації селян було досягнуто певних успіхів в господарстві, будувались ферми, колгосп обробляв 3600 га землі.
У культурному житті теж відбулися зміни. У 1930 році закрили церкву, а замість неї утворили клуб з бібліотекою. Працював медпункт і початкова трудова школа, яка у 1938 році була реорганізована у семирічку. З першого випуску семирічки з ЗО випускників були 15 хлопців, 14 з них пізніше воювали, а 8 стали офіцерами.
На фронтах німецько-радянської війни воювало 145 жителів села, 49 з них нагороджено орденами і медалями СРСР. На честь 85 загиблих земляків-воїнів в селі збудовано пам'ятник. В Стульневому знаходиться братська могила 44 радянських воїнів, які віддали життя в боях за звільнення села від німецько-нацистських загарбників. 42 стульневчан було забрано на примусові роботи в Німеччину, а 6 мирних жителів було замучено нацистами.
Після німецько-радянської війни село відбудовувалося заново. У 1950-х роках було збудовано нове приміщення школи, яка наприкінці 1980-х стала середньою загальноосвітнбою І—ІІІ ступенів. У 1950 році місцевий колгосп було об'єднано з колгоспами «Комсомолець» (с. Кам'янка) та «Комуніст» (с. Молочне), об'єднаний колгосп називався колгоспом ім. Горького з центром у с. Стульневе.
У 1959 році колгосп імені Горького об'єднано з колгоспом «Ленінський шлях» (с. Владівка), за об'єднаним колгоспом залишили назву імені Горького, а центр перенесли до села Владівка. Стульневе було бригадним селом. У 1958 році село Стульневе було об'єднано з селом Молочним. Наступний розділ колгоспів відбувся у 1970 році, коли колгосп імені Горького розпався на два, один з них було утворено в селі Стульневе, він називався «Батьківщина». За сумлінну працю 35 жителів села нагороджено орденами і медалями.

### XXIстоліття
Станом на початок 2003 року у 272 дворах проживало 670 чоловік. На території села діє СВК «Родина», а близько 1000 га паїв селяни здали в оренду ВАТ «Владівське РТП», працює декілька фермерських господарств.
12 червня 2020 року, відповідно до розпорядження Кабінету Міністрів України № 713-р «Про визначення адміністративних центрів та затвердження територій територіальних громад Запорізької області», Стульневська сільська рада увійшла в склад Чернігівської селищної громади.
19 липня 2020 року, в результаті адміністративно-територіальної реформи та ліквідації Чернігівського району, село увійшло до складу Бердянського району.
24 лютого 2022 року, під час російського вторгнення в Україну, село тимчасово окуповане російськими військами.

## Населення
Станом на 1 січня 2015 року населення складало 604 особи. 

### Мова
Розподіл населення за рідною мовою за даними перепису 2001 року:
| Мова            | Кількість | Відсоток |
| --------------- | --------- | -------- |
| українська      | 654       | 97.03%   |
| російська       | 18        | 2.67%    |
| болгарська      | 1         | 0.15%    |
| інші/не вказали | 1         | 0.15%    |
| Усього          | 674       | 100%     |

## Економіка
- ВАТ «Розовський елеватор».
- ВАТ «Стульневскій спеціалізований кар'єр».

## Об'єкти соціальної сфери
- Середня загальноосвітня школа І—III ступенів.
- Дитячий садочок.
- Клуб.
- Фельдшерсько-акушерський пункт.
- Відділення зв'язку.
- Крамниці.

## Відома особа
Уродженець села:
- Лень Василь Степанович (нар. 1942) — український економіст.